# Aliciidae
Los alícidos (Aliciidae) son una familia de anémonas de mar de la clase Anthozoa. Son anémonas con el disco pedal amplio y con la columna recubierta de vesículas urticantes distintivas, o protuberancias que pueden ser ramificadas. Tienen seis pares de mesenterios, que pueden ser estériles o fértiles. La parte superior de la columna puede tener músculos longitudinales, y puntos con nematocistos y espirocistos.

## Géneros
El Registro Mundial de Especies Marinas acepta los siguientes géneros:
- Alicia Johnson, 1861
- Cradactis McMurrich, 1893
- Lebrunia Duchassaing de Fonbressin & Michelotti, 1860
- Phyllodiscus Kwietniewski, 1897
- Triactis Klunzinger, 1877

## Galería

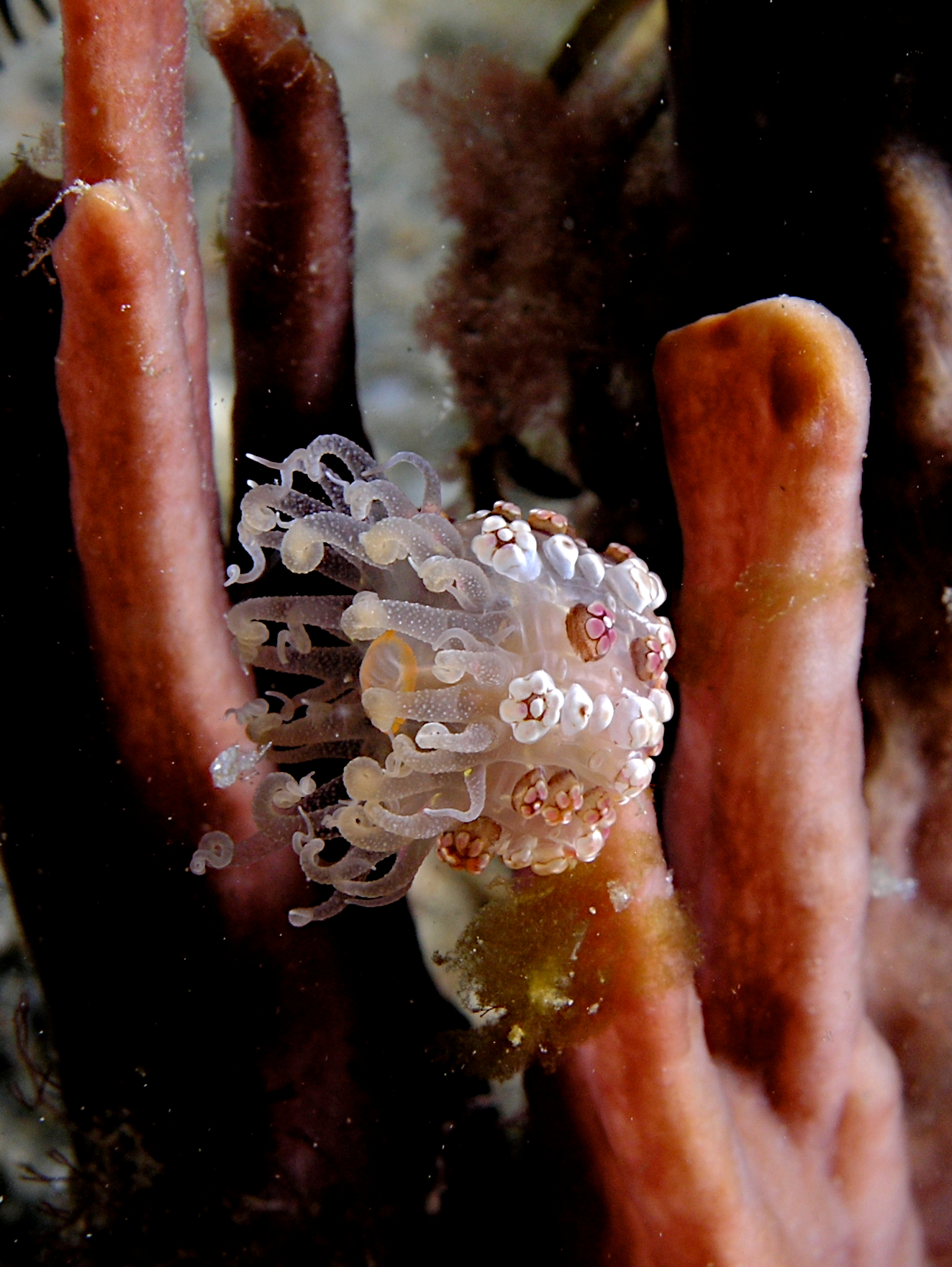
Alicia rhadina
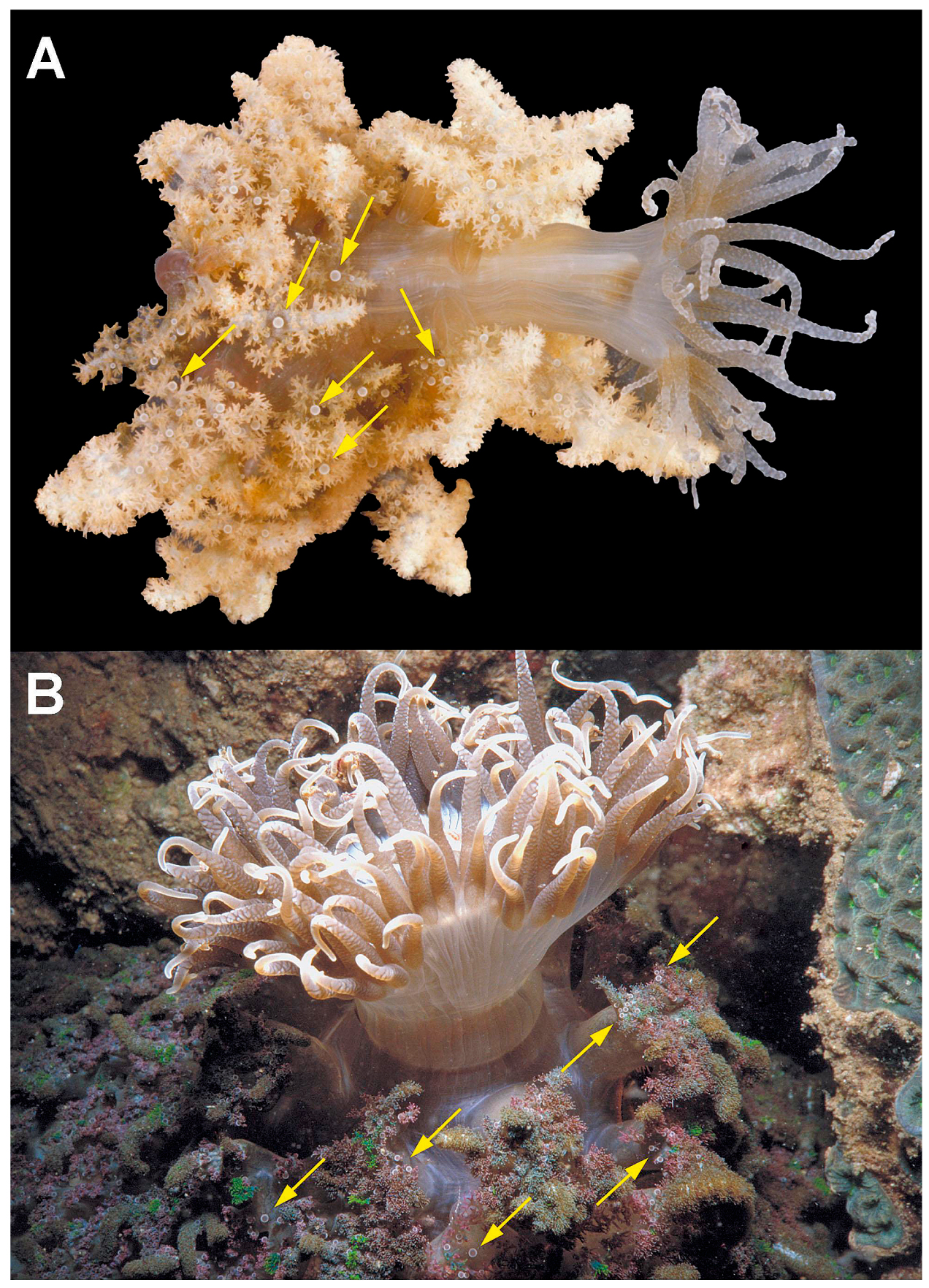
Phyllodiscus semoni
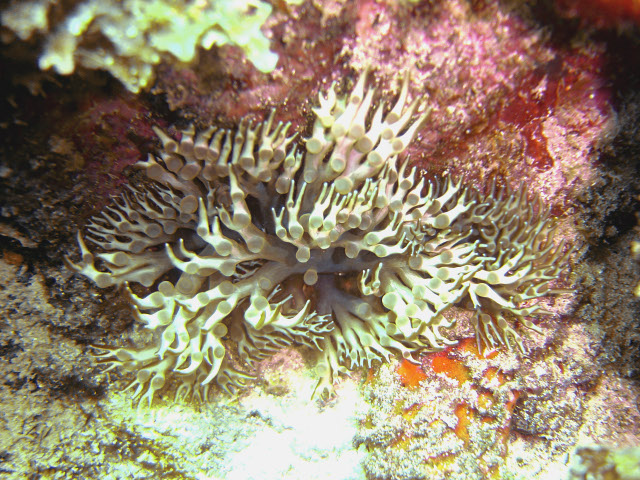
Lebrunia danae
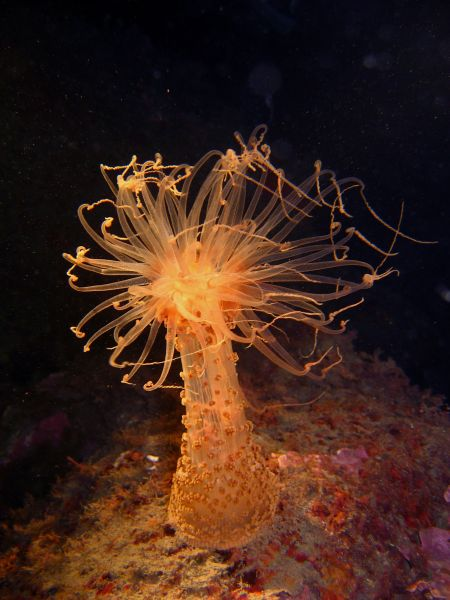
Alicia mirabilis